# La casa de los siete balcones
La casa de los siete balcones es una obra de teatro de Alejandro Casona, estrenada el 12 de abril de 1957 en Buenos Aires .

## Información
La acción se sitúa en 1890, en una mansión solariega rural del norte de España. En ella reside Genoveva, una mujer enloquecida de amor y a cargo de la que se encuentra su sobrino Uriel. La relación con Ramón, padre de Uriel, y Amanda su amante, trastocará la vida de la casa. La obra expresa la necesidad por escapar de la cruel realidad buscando alcanzar la felicidad aunque sea en fantasías. Es una afirmación a la esperanza, la inocencia y el amor; y puede ser interpretada como una metáfora de nuestra sociedad donde se rechazan a los que son diferentes, solo por serlo.

## Representaciones
España: En Madrid se representó en 1989 con Mary Carrillo, Francisco Piquer, Isabel Mestres, Mercedes Lezcano y Antonio Vico
Perú: Fue estrenada el 5 de julio de 2013 en la Sala Ricardo Roca Rey de la Asociación de Artistas Aficionados bajo la dirección de Víctor Barco y la producción de Baúl de Esmeralda. El reparto está integrado por:
| Personaje         | Reparto                |
| ----------------- | ---------------------- |
| Genoveva          | Noelia Mejía           |
| Amanda            | Micaéla Távara         |
| Rosina            | Ana Paula Delgado      |
| Clara             | Mónica Figueroa        |
| Alicia            | Carolina Christen      |
| Uriel             | Jhan Paulo Mendoza     |
| Ramón             | Marco Antonio Huachaca |
| Don Germán        | Giancarlo Pinedo       |
| Anton / El Abuelo | Nerit Olaya            |